# Tylophora crebriflora
Tylophora crebriflora är en oleanderväxtart som beskrevs av Stanley Thatcher Blake. Tylophora crebriflora ingår i släktet Tylophora och familjen oleanderväxter. Inga underarter finns listade i Catalogue of Life.